# Левково-Нове
Левково-Нове (пол. Lewkowo Nowe) — село в Польщі, у гміні Наровка Гайнівського повіту Підляського воєводства.
Населення — 209 осіб (2011).
У 1975-1998 роках село належало до Білостоцького воєводства.

## Демографія
Демографічна структура станом на 31 березня 2011 року:
|          | Загалом | Допрацездатний вік | Працездатний вік | Постпрацездатний вік |
| -------- | ------- | ------------------ | ---------------- | -------------------- |
| Чоловіки | 104     | 16                 | 62               | 26                   |
| Жінки    | 105     | 12                 | 58               | 35                   |
| Разом    | 209     | 28                 | 120              | 61                   |